# واروارا باخمتوا

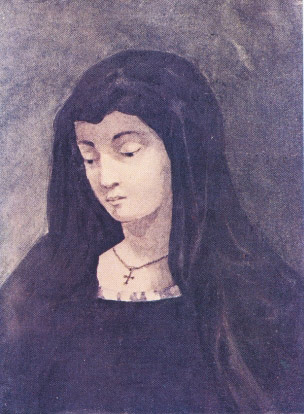
آملیا، قهرمان نمایش «اسپانیایی‌ها» اثر میخائیل لرمونتوف. نقاشی اثر لرمونتوف. تصور می‌شود که پرتره‌ای از واروارا لوپوخینا باشد.

واروارا الکساندرونا باخمتوا (Varvara Aleksandrovna Bakhmeteva; 1815 - 9 سپتامبر ۱۸۵۱)، نام تولد واروارا الکساندرونا لوپوخینا، نجیب‌زاده روسی بود که الهه محبوب و تراژیک شاعر بزرگ رمانتیک میخائیل لرمانتوف بود.

## زندگی‌نامه
واروارا لوپوخین، در خانواده‌ای اشرافی و قدیمی به دنیا آمد و هفتمین فرزند از هشت فرزند خانواده بود. او و برادرش الکسی و خواهرش ماریا از سال ۱۸۲۸، زمانی که لرمانتوف برای تحصیلات متوسطه به مسکو آمد، از دوستان نزدیک میخائیل لرمانتوف بودند - و با گذشت زمان، واروارا و میخائیل عاشق هم شدند. لرمانتوف در سن ۱۸ سالگی این سطور را برای لوپوخین نوشت:
شعر اما تمام حرکاتش، لبخند، گفتار و چهره‌اش، بسیار سرشار از زندگی و الهام بسیار سرشار از سادگی شگفت‌انگیز؛ با این حال صدای روح از میانش به گوش می‌رسد چگونه این روزهای بی‌نظیر را به یاد خواهم آورد...
طبق خاطرات بستگان شاعر، لرمانتوف این عشق را به لوپوخین تا زمان مرگش حفظ کرد. اما خانواده لوپوخین با ازدواج آنها مخالف بودند، به ویژه پدر واروارا، الکساندر لوپوخین، و خواهرش و دوست لرمانتوف، ماریا.
در سال ۱۸۳۵ واروارا لوپوخینا با نیکولای فئودوروویچ باخمتف، زمین‌دار ثروتمند و عضو فعال شورای دولتی، ازدواج کرد. نیکولای در آن زمان ۳۷ ساله و واروارا ۲۰ ساله بود. به گفته آکیم شان-گیری، پسرعموی دوم لرمانتوف، با شنیدن خبر ازدواج قریب‌الوقوع لوپوخینا، چهره لرمانتوف «تغییر کرد و رنگش پرید».
لرمانتوف در پذیرش نام خانوادگی جدید واروارا مشکل داشت. او نسخه جدیدی از «دیو» (شعری بلند با برخی از طنین‌اندازترین ابیات زبان روسی که چندین بار آن را بازنویسی کرد) را برای او فرستاد و در تقدیم‌نامه‌ای که برای کاتب فرستاد، چندین بار حروف اول «ВАБ» را خط زد و به جای آن «ВАЛ» نوشت. شایان ذکر است که «Л» حرف اول نام خود شاعر نیز هست، که نشان می‌دهد لرمانتوف قصد ازدواج با او را داشته است.
لرمانتوف، که از حسادت رنج می‌برد، چندین بار در نوشته‌هایش با طنزی کنایه‌آمیز به نیکولای باخمتف به عنوان یک ریش‌سفید و بی‌غیرت اشاره کرد. با این حال، حملات نیش‌دار او به باخمتف به همسرش نیز منتقل شد:
وقتی شامپاین دسر سرو شد، پچورین لیوانش را بالا برد و رو به پرنسس کرد: «چون من شانس این را نداشتم که در عروسی شما باشم، بگذارید همین الان به شما تبریک بگویم.» پرنسس با تعجب به او نگاه کرد و چیزی نگفت. اما غم و اندوهی پنهان سایه‌ای زودگذر بر چهره‌اش انداخت و لیوان آب در دستش لرزید... پچورین همه چیز را دید و چیزی شبیه به پشیمانی در سینه‌اش خزید: آیا او منبع عذاب او بود؟ و برای چه؟ و چه لذتی در انتقام کوچک می‌دید؟... او این را با خودش فکر کرد، اما نتوانست پاسخی پیدا کند.
باخمتف نیز حسود بود و همسرش را از صحبت دربارهٔ لرمانتوف منع می‌کرد و تمام تلاش خود را برای از بین بردن مکاتبات او با شاعر به کار می‌گرفت، به طوری که منبع اصلی اطلاعات در مورد رابطه آنها پس از ازدواج، مکاتبات شاعر با خواهر واروارا، ماریا لوپوخینا، است.

## واروارا لوپوچینا در آثار لرمانتوف

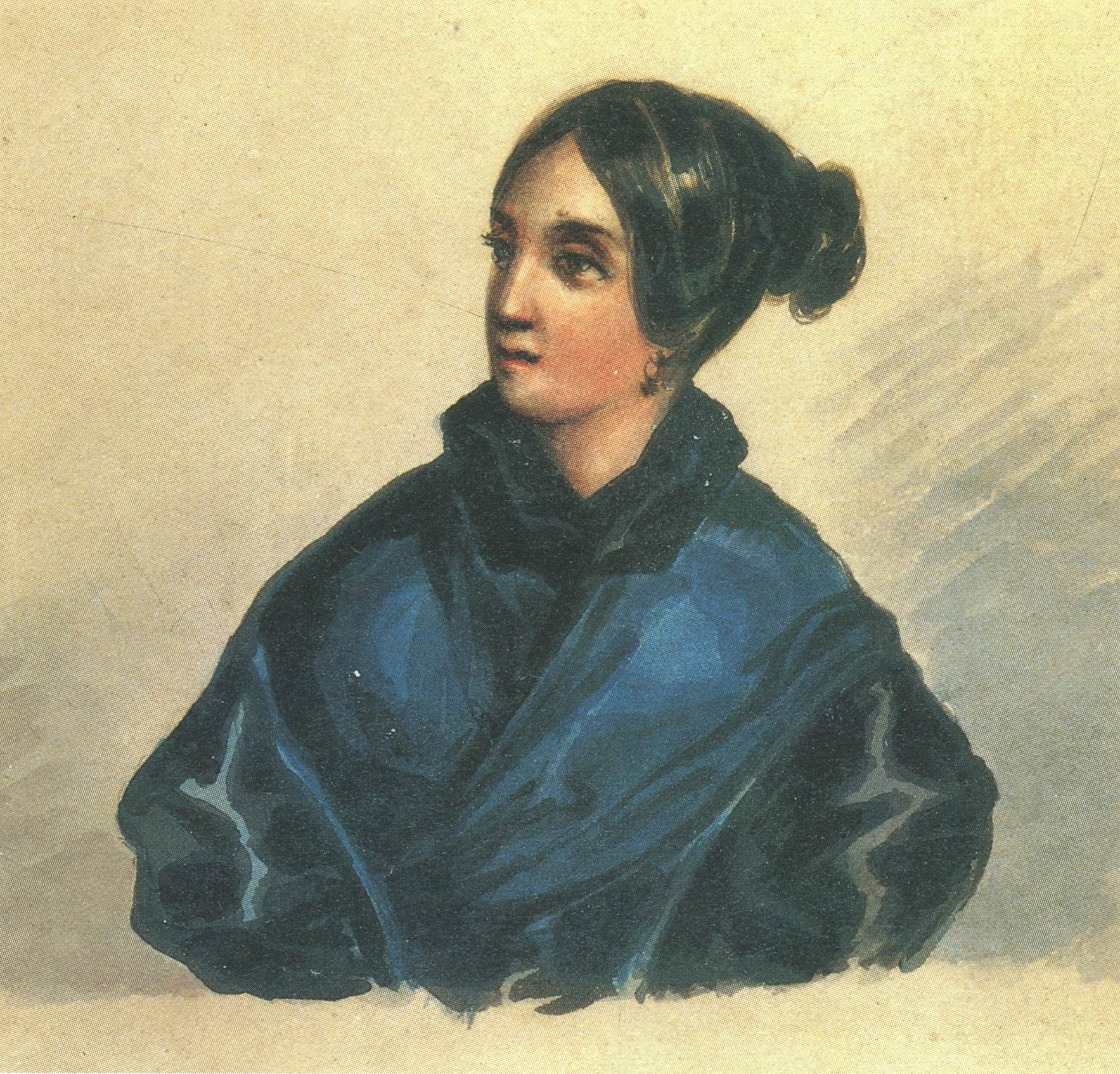
واروارا باخمتوا. نقاشی اثر لرمانتوف در سال ۱۸۳۵، سال ازدواجش.

بخش‌هایی از زندگینامه در «قهرمان زمان ما» آمده است. به گفته پاول ویسکوواتوف، اولین زندگینامه‌نویس لرمانتوف، هر کسی که فصل «شاهزاده خانم ماری» را خوانده باشد، باخمتف‌ها را در شخصیت‌های فیث و همسرش شناخته است.
توصیف لرمانتوف از شخصیت‌های زن داستان‌هایش خود گویای همه چیز است:
- پرنسس لیگوفسکایا: «پرنسس ورا دمیتریونا زنی ۲۲ ساله، با قد متوسط، بور و چشمان مشکی بود که به چهره‌اش جذابیت خاصی می‌بخشید.»
- پرنسس فیث: «... او قد متوسطی دارد، موهای بلوند، چشمان گود دارد» (در این متن «گود» به معنی «تیره» است)
- از شعری از یک کودک: «و چشمان تیزبین و فرهای طلایی، / و صدای دلنشین!/ آیا همان‌طور که می‌گویند، / که تو او را دوست داری، حقیقت ندارد؟»

واروارا باخمتوا توسط خواهرزاده‌اش، آن.ان.ان. تروبتسکایا، اینگونه توصیف می‌شود:
پرتره بزرگ او که در مسکو با خودم دارم، چشمان تیره و مهربانی را نشان می‌دهد و تمام ظاهرش با غمی خاموش پوشیده شده است.
این ویژگی بارز، چشمان تیره و موهای بور، تقریباً در همه جا وجود دارد، به جز شاید در شعری که اصطلاح «چشمان تیره» با «بالدار» جایگزین شده است. با این حال، طبق تحقیقات ن. پاخوموف، این شبیه تغییری است که شاعر در «قهرمان زمان ما» به آن متوسل شده است، زمانی که یک خال روی ابروی پرنسس فیث - ویژگی‌ای مشابه با ویژگی واروارا باخمتف - در نسخه نهایی به گونه منتقل شده است «تا از گمانه‌زنی‌ها در مورد شباهت بیش از حد نزدیک جلوگیری شود».
لرمانتوف همچنین چندین پرتره از واروارا نقاشی کرد. برخی از پرتره‌ها به او تعلق دارند و تعدادی دیگر نیز وجود دارند که گمان می‌رود یا فرض می‌شود که او موضوع آنها بوده است.

## صومعه بشارت
واروارا باخمتوا همچنین در شهر تولیاتی (که تا سال ۱۹۶۴ با نام استاوروپول شناخته می‌شد) یادبود دارد.
در سال ۱۸۴۶، نیکولای فدوروویچ باخمتف یک کلیسای سنگی ساخت که محراب آن به سنت باربارا تقدیم شده بود، به امید شفای شفابخش الهی برای واروارا. اما این کار جواب نداد.
این کلیسا اکنون قدیمی‌ترین ساختمان در تولیاتی است و کلیسای اصلی صومعه بشارت، یک بنای تاریخی شناخته شده تولیاتی، می‌باشد.